# باتريك وولش
باتريك وولش (بالإنجليزية: Patrick Welch)‏ (و. 1948 – م) هو سياسي من الولايات المتحدة الأمريكية .

## التعليم
تعلم في جامعة جنوب إلينوي مدرسة الطب.